# حي القادسية (صنعاء)

تعديل مصدري - تعديل

حي القادسية أحد أحياء مديرية السبعين في مدينة صنعاء اليمنية، بلغ عدد سكانه 49824 نسمة حسب التعداد السكاني في اليمن لعام 2004.

## الحارات
| الحارة                | عدد المساكن | عدد الأسر | الذكور | الأناث | الإجمالي |
| --------------------- | ----------- | --------- | ------ | ------ | -------- |
| حارة القادسية الشرقية | 2180        | 2099      | 7503   | 6666   | 14169    |
| حارة القادسية الغربية | 1654        | 1599      | 5817   | 5203   | 11020    |
| حارة القادسيةالجنوبية | 1772        | 1725      | 6855   | 5640   | 12495    |
| حارة الجبجب           | 1780        | 1704      | 6630   | 5510   | 12140    |
| الإجمالي              | 7386        | 7127      | 26805  | 23019  | 49824    |